# Sharbat Gula
Sharbat Gula (en pashtun: شربت گلا, c. 1972) és una dona afgana de l'ètnia pashtun, famosa perquè la seva imatge va ser publicada a la portada de la revista National Geographic el juny de 1985. Aleshores vivia en un camp de refugiats del Pakistan amb el seu germà i germanes, i la seva àvia. Hi havien arribat a peu després d'una setmana de caminar des de l'Afganistan quan en va fugir pels atacs soviètics.

## La fotografia
Sharbat va ser fotografiada quan tenia 12 anys pel fotògraf Steve McCurry, el juny de 1984. Va ser al campament de refugiats Nasir Bagh de Pakistan durant la Guerra de l'Afganistan (1978-1992). La seva foto va ser publicada a la portada de National Geographic el juny de 1985 i, a causa del seu expressiu rostre d'ulls verds, la portada es va convertir en una de les més famoses de la revista.
L'abril de 2002 Sharbat Gula va ser de nou fotografiada però aquesta vegada la imatge havia canviat, els seus ulls no tenien aquella brillantor tan especial i el seu cabell negre no s'apreciava, ocult pel vel islàmic, una vida captada en dues instantànies.

## La nena adulta
El mateix home que la va fotografiar, Steve McCurry, la va trobar de manera poc comuna, ja que no tornava a veure's amb gairebé cap persona fotografiada, després de disset anys. El fotògraf va realitzar nombrosos viatges a la zona i va visitar camps de refugiats, de vegades seguint pistes falses. Un home que va reconèixer la nena de la foto va dir-li que havien viscut en el mateix camp de refugiats i que ella havia tornat a l'Afgansitan i vivia prop de Tora Bora. Finalment, el gener de 2002, va trobar la nena convertida en una dona que podia tenir entre vint-i-vuit i trenta anys —ni ella mateixa està segura de la seva edat— i en va poder saber el nom.
Sharbat Gula vivia el 2002 en un llogarret remot de l'Afganistan, és una dona tradicional pashtun, casada i mare de tres filles més una quarta que va morir quan era petita. El seu marit, amb qui es va casar als tretze anys, poc després de la seva famosa fotografia, es diu Rahmat Gul i les seves tres filles, Robina, Zahida i Alia. Sharbat Gula va tornar a l'Afganistan el 1992. Ningú no l'havia tornat a fotografiar fins que es va retrobar amb McCurry i no sabia que la seva cara s'havia fet famosa. La identitat de la dona va ser confirmada al 99,9 % mitjançant una tecnologia de reconeixement facial de l'FBI i la biometria de l'iris, mitjançant la comparació dels iris de la fotografia de 1984 i de la de 2002. L'inventor de la tècnica de reconeixement automàtic per comparació de l'iris, John Daughman, va confirmar que els ulls de les dues fotografies pertanyien a la mateixa persona.
La seva història va ser explicada en l'edició d'abril de 2002 de National Geographic i en un documental per a televisió titulat Nena desapareguda: misteri resolt  (que després va ser comercialitzat en DVD amb els noms d'A la recerca de la jove afganesa i A la recerca de la noia afganesa). La societat que publica la revista va crear en el seu honor una organització caritativa anomenada Afghan Girls Fund, que ajudava el desenvolupament i creació d'oportunitats educatives per a les nenes i dones afganeses. El 2008, aquest projecte va créixer per ajudar també nens i va passar a dir-se Afghan Children's Fund.
El 2021, després que els talibans prenguessin el poder a l'Afganistan, Sharbat Gula va demanar ajut per abandonar el país. El 25 de novembre, un comunicat oficial del Govern italià anunciava que Itàlia havia facilitat i organitzat la sortida de l'Afganistan de Sharbat Gula, que ja havia arribat a Roma.